# Grigory Kriss
Grigory Kriss (n. 24 decembrie 1940, Kiev, RSS Ucraineană, URSS) este un scrimer ce a reprezentat Uniunea Republicilor Sovietice Socialiste, medaliat olimpic. A participat la 3 ediții ale Jocurilor Olimpice (1964, 1968, 1972) în care a câștigat o medalie de aur și două medalii de argint.